# L'uomo che amava le tenebre
L'uomo che amava le tenebre (Fear Nothing) è un romanzo del 1998 scritto da Dean R. Koontz. 

## Storia editoriale
Nel 1998, il romanzo è stato finalista al Premio Bram Stoker, sezione "romanzo".
Oltre che in italiano, il libro è stato tradotto in spagnolo, polacco, turco, olandese, cinese, finlandese, giapponese, ungherese, sloveno, russo, ebraico, svedese, norvegese, tedesco, francese, rumeno e danese.

## Trama
Il racconto narra la ricerca di un ragazzo di nome Christopher Snow, malato gravemente di XP (una rara forma allergica alla luce), che lo vedrà ritratto nella ricerca della verità sulla scomparsa prematura dei suoi genitori accompagnato dal suo fedele meticcio di labrador Orson. Nella sua ricerca della verità Chris si imbatterà in curiose creature, alcune maligne altre cordiali, che lo aiuteranno nell'avanzare della storia. Queste creature infatti, dall'apparenza semplici animali, nascondono un'intelligenza decisamente superiore alla norma essendo stati modificati all'interno di una struttura militare di bio-tecnologie adiacente alla cittadina, il tutto unito ad una strana organizzazione che cercherà di fermare il ragazzo e il suo cane molto intelligente nella loro ricerca della verità. Il problema è che chiunque entri in contatto con queste creature e/o persone o verrà trasformato in qualcos'altro o semplicemente verrà ucciso, aumentando i problemi che i due amici dovranno affrontare. Il libro è un mix di avventura, suspense, violenza e a volte presenta tratti horror.

## Edizioni in italiano
- Dean R. Koontz, L'uomo che amava le tenebre, traduzione di Annabella Caminiti, Milano: Sperling & Kupfer, 1998
- Dean R. Koontz, L'uomo che amava le tenebre, Milano: Sperling paperback, 2001